# Zach Blair
Zachariah Joaquin Blair detto Zach (Sherman, 26 dicembre 1974) è un chitarrista statunitense; dal 2007, è il chitarrista della band hardcore punk Rise Against. Risiede ad Austin, Texas.

## Biografia
Prima di suonare con i Rise Against, Blair era membro della band hardcore punk Only Crime insieme a suo fratello Doni Blair, il quale lavora attualmente con i Toadies. Zach fu il fondatore degli Hagfish. 
È vegetariano, a favore dei diritti degli animali e promueve attivamente il PETA con i membri dei Rise Against, che hanno pubblicato il 7 ottobre 2008 il loro quinto album, Appeal to Reason, che è anche il loro primo album con Blair.

## Discografia

### Album studio
| Data | Titolo                      | Gruppo       |
| 1993 | Buick Men                   | Hagfish      |
| 1995 | ...Rocks Your Lame Ass      | Hagfish      |
| 1997 | Hagfish                     | Hagfish      |
| 1999 | Caught Live                 | Hagfish      |
| 2001 | That was Then, This is Then | Hagfish      |
| 2004 | To the Nines                | Only Crime   |
| 2007 | Virulence                   | Only Crime   |
| 2008 | Appeal to Reason            | Rise Against |
| 2011 | Endgame                     | Rise Against |
| 2014 | The Black Market            | Rise Against |
| 2017 | Wolves                      | Rise Against |